# Willie Wepener

a Compétitions nationales et continentales officielles uniquement.

Dernière mise à jour le 29 janvier 2022.
Willie Wepener, né le 2 avril 1981 à Newcastle (Afrique du Sud), est un joueur sud-africain de rugby à XV jouant au poste de talonneur.

## Biographie
En 2007, Willie Wepener joue la finale de la Currie Cup avec les Golden Lions face aux Free State Cheetahs, double champion en titre. Il marque un essai dans la rencontre, mais les siens sont battus en toute fin de match et s'inclinent 20 à 18,.

## Palmarès
- Golden Lions
  - Finaliste de la Currie Cup en 2007

- ASM Clermont
  - Vainqueur du Championnat de France en 2010